# Il mio giorno
Il mio giorno è un film del 2015 diretto da Stefano Usardi.

## Trama
Un uomo di 72 anni decide di farla finita e di dare una festa per il suo ultimo giorno di vita.
I parenti e gli amici cercano in qualche modo di dissuaderlo, ma la conoscenza di una donna di 50 anni, che lavora in un'impresa di pompe funebri e decide di assecondare i suoi desideri, porterà un po' di scompiglio in questa serie di situazioni paradossali. Il protagonista continua la sua ricerca e cerca disperatamente di coinvolgere tutte le persone che lo attorniano. Presto un bizzarro ispettore di polizia comincia ad indagare se vi sia qualche reato nell'assecondarlo, soprattutto da parte della signora dell'agenzia delle pompe funebri. Tutta la famiglia cerca di organizzare eventi e situazioni in cui coinvolgere il protagonista per farlo sentire ancora parte della famiglia, ma imperterrito arriverà all'ultimo giorno. Un congegno sapientemente costruito metterà in azione un'arma perfettamente posizionata che lascerà partire un colpo.

## Produzione

### Soggetto
Soggetto di Stefano Usardi.

### Cast
Casting effettuato da Stefano Usardi e Nicolò Biondani all'interno del teatro Camploy di Verona con la partecipazione della film commission locale.

### Riprese
Le riprese sono state effettuate a Verona, principalmente in tre ville: Villa Bertani ad Arbizzano; Villa Sagramoso Sacchetti a San Vito al Mantico ed, infine, Villa Gritti a Villabella. Inoltre all'interno del film compaiono alcune location tipiche della città come la piazza delle erbe, il fiume Adige e l'Arco dei Gavi e il teatro Romano.

### Partner principali
Almaimage, Atelier Orlandi, Ital Moda e Sursumcorda.
Col patrocinio del Comune di Verona e di Verona Film Commission.

### Sponsor
Il film ha visto la partecipazione di alcune realtà locali che hanno offerto i propri spazi. In particolare Villa Mosconi Bertani, Villa Gritti, Villa Sagramoso Sacchetti, COF Nord Est, Acque Veronesi, Rèdèlè, Hotel Style, Interno 11.

## Riconoscimenti
- Video Festival Imperia
  - Miglior film low budget